# طيران الصين الرحلة 129
طيران الصين الرحلة 129 طائرة بوينغ 767-206JER تحمل علي متنها 155 راكبا و11 من أفراد الطاقم وكانت متجهة من بكين إلي بوسان في 15 أبريل 2002 وقد تعرضت الطائرة لفقدان التحكم بسبب التضاريس من قبل خطأي الطيار والمراقبة الجوية وقد تحطمت الطائرة في بوسان في كوريا الجنوبية ممأ أدي إلي مقتل 129 شخصا ونجأة 37 شخصا.